# أعمال مقتبسة عن شرلوك هولمز
حظيت قصص شرلوك هولمز للسير آرثر كونان دويل بشعبية كبيرة، وخلَّفت أعمالًا مقتبسة للمسرح، ولاحقًا للأفلام السينمائية والتلفزيون.
تسرد المجلدات الأربعة من شرلوك هولمز العالمي (1995) -التي جمعها رونالد بي دي وال- أكثر من 25000 من الأعمال والمنتجات المتعلقة بهولمز. وتشمل الكتابات الأصلية، «جنبًا إلى جنب مع ترجمات هذه الحكايات إلى ثلاث وستين لغة، إضافةً إلى بريل والكتابة المختزلة، والكتابات حول الكتابات أو النقد الأعلى، والكتابات عن الشرلوكيين ومجتمعاتهم، والنصب التذكارية والتذكارات، والألعاب، والألغاز والفوازير، وتسجيلات الفونوغراف، وأشرطة الصوت والفيديو، والأقراص المدمجة، وأقراص الليزر، والباليه، والأفلام، والمسرحيات الموسيقية، والأوبريت، والأوراتاريو، والمسرحيات، والبرامج الإذاعية والتلفزيونية، والمحاكاة الساخرة، والمعارضة الأدبية، وكتب الأطفال، والرسوم المتحركة، والقصص المصورة، والعديد من العناصر الأخرى (من الإعلانات إلى النبيذ) التي تراكمت عبر العالم على أكثر شخصيتين مشهورتين في الأدب».

## التلفاز
وجدت العديد من التجسيدات التلفزيونية لشرلوك هولمز، متفاوتة في المصداقية للمواد المصدرة من الأعمال المقتبسة لقصص هولمز، وأبرزها كلب آل باسكرفيل، والقصص الجديدة التي وُضعت في الوقت الحاضر وحتى المستقبل.

### مسلسلات تلفزيونية
كان من أوائل العروض التلفزيونية عام 1951 مسلسل بي بي سي القصير «شرلوك هولمز» من بطولة آلان ويتلي في دور هولمز وريموند فرانسيس في دور واتسون.
بعد ثلاث سنوات، ظهر أول عمل أمريكي مقتبس لهولمز وواتسون. أَنتَج شيلدون رينولدز شرلوك هولمز في عام 1954 في باريس فرنسا، وقام رونالد هوارد بدور هولمز وهوارد ماريون كروفورد بدور دكتور واتسون.
في الستينيات، ظهر مسلسل تلفزيوني على بي بي سي بعنوان شرلوك هولمز مع دوجلاس ويلمر ونيجل ستوك. بيتر كوشينغ، الذي لعب دور المحقق سابقًا في نسخة هامر من كلب آل باسكرفيل، تولى لاحقًا دور ويلمر في الدور الرئيسي.
المسلسل المكون من 24 جزءًا شرلوك هولمز والدكتور واتسون (1979-1980)، وقد قام جيفري وايتهيد بدور هولمز ودونالد بيكرينغ بدور واتسون.
في عام 1982، بث تلفزيون غرناطة سلسلة من ثمانية أجزاء بعنوان شرلوك الشاب: لغز بيت مانور، الذي يروي قصة شباب هولمز. قام ببطولة العرض غاي هنري في دور شرلوك هولمز.
في عام 1982 أيضًا، أنتجت بي بي سي عملًا مقتبسًا من كلب آل باسكرفيل، بطولة توم بيكر في دور المحقق.
لعب جيرمي بريت دور البطولة في دور هولمز في عمل مقتبس لتلفزيون غرناطة عُرض من 1984 إلى 1994، مغامرات شرلوك هولمز، مع دايفيد بيرك. وبعد ذلك، إدوارد هاردويك في دور واتسون. صُوِّرَت جميع قصص كونان دويل ما عدا 18 قبل وفاة جيريمي بريت إثر أزمة قلبية في عام 1995. بين عامي 1984 و1994، أُنتِجَت 36 حلقة وخمسة أفلام على مدار ستة مسلسلات. أعاد بريت وهاردويك تمثيل أدوارهما في دور هولمز وواتسون في 1988-1989 في مسرحية ويست إند، سِر شرلوك هولمز، التي كتبها جيريمي بول.
تجلب سلسلة الرسوم المتحركة (شرلوك هولمز في القرن الثاني والعشرين) هولمز إلى المستقبل من طريق عجائب العلم، وقد أداها صوتيًا جيسون جراي ستانفورد.
توجد أيضًا سلسلة رسوم متحركة يابانية تسمى شرلوك هولمز تتميز بشخصيات كلاب مجسمة مع الشخصية الفخرية التي أدى صوتها لاري موس في الدبلجة الإنجليزية. وقد أخرج هاياو ميازاكي العديد من حلقاتها.
تستند سلسلة أنمي يابانية أخرى تدعى المحقق كونان إلى المانجا التي تحمل الاسم نفسه، وتتميز بشخصية رئيسية باسم كونان، التي تأثرت بشدة بشرلوك هولمز.
استمر المسلسل التلفزيوني للأطفال مغامرات شيرلي هولمز من عام 1996 إلى عام 1999، ويتميز بشخصية شابة حديثة رئيسية (تلعبها ميريديث هندرسون) تدعي أنها سليلة بعيدة لشرلوك هولمز، وقد ورثت ذكاءه في حل الجرائم.
في عام 2007، أصدرت بي بي سي سلسلة أفلام شرلوك هولمز ومخالفي نظام شارع بيكر، وهي سلسلة للأطفال تركز على مخالفي نظام شارع بيكر، من بطولة جوناثان برايس في دور هولمز.
في عام 2009، بدأت بي بي سي بصنع فيلم شرلوك، الذي أنشأه ستيفن موفات ومارك جاتس. بُثَّت ثلاثة مواسم من ثلاث حلقات لكل موسم مدة كل منها 90 دقيقة في أعوام 2010 و2012 و2014 و2016، من بطولة بيندكت كامبرباتش في دور شرلوك ومارتن فريمان في دور جون، ويظهر موريارتي شريرًا بنحو متكرر.
بثَّت حلقة خاصة بعنوان «العروس البغيضة» في يناير 2016 بإصدار سينمائي محدود في جميع أنحاء العالم.
بثَّت السلسلة الرابعة في 1 كانون الثاني2017، فيما يتعلق باحتمال كونها الموسم الأخير، بسبب جداول كامبرباتش وفريمان المزدحمة.
ألهمت السلسلة أيضًا مانغا نُشرت في اليابان، تُرجمت ونشرت في الولايات المتحدة والمملكة المتحدة بوساطة تايتن كوميكس.
عرضت شبكة سي بي إس في خريف 2012 مسلسلًا ابتدائيًا، وهو إعادة صناعة معاصرة لشخصية دويل في الولايات المتحدة، من بطولة جوني لي ميلر في دور هولمز ولوسي لو نسخةً نسائية من واتسون.
كان شرلوك هولمز أيضًا شخصية شاشة مُنتِجة في الأفلام بلغة أجنبية، مثل نسخة المسلسل الروسي المصغرة عام 2013 التي بُثَّت في نوفمبر 2013.
عُرِض شرلوك هولمز أول مرة في نوفمبر 2013 على روسيا 1. صُوِّرت الحلقات الثماني في سانت بطرسبرغ، في روسيا، من بطولة إيغور بيترنكو في دور هولمز وأندري بانين في دور واتسون.
في عام 2014، أَنتَجَت هيئة الإذاعة اليابانية مسرحية دمى شرلوك هولمز، التي كتبها كوكي ميتاني. تقع أحداثها في مدرسة بيتون، وهي مدرسة داخلية خيالية، وهولمز تلميذ يبلغ من العمر خمسة عشر عامًا، يعيش في الغرفة 221 ب في منزل بيكر، ويحل المشاكل في المدرسة، ولكن لا توجد جريمة قتل. في البرنامج، كان جون إتش واتسون زميله في السكن، والسيدة هدسون مدبرة منزل بيكر وجيمس موريارتي نائب مدير المدرسة.
عُرِضت الآنسة شرلوك أول مرة في عام 2018، من بطولة يوكو تاكوشي في دور سارة «شيرلوك» شيلي فوتابا وشيهوري كانجيا في دور دكتور واتو. تدور أحداث الفيلم في طوكيو اليابان، وهو إنتاج مشترك بين إتش بي أو آسيا وشبكة تلفزيون نيبون.